# Kim Moon-hwan
Kim Moon-hwan (koreanisch 김문환; * 1. August 1995 in Hwaseong) ist ein südkoreanischer Fußballspieler.

## Karriere

### Klub
Er begann seine Karriere über die Schulmannschaft der Suwon High School und gehörte später bis 2016 der der Chung-Ang University an. Zur Saison 2017 ging es für ihn dann in den Kader von Busan IPark. Hier bekam er auch gleich zum Saisonstart seine Einsätze und stieg am Ende zur Saison 2020 auch mit seiner Mannschaft in die K League 1 auf. Dort spielte er aber nur eine Saison, weil er zur Spielzeit 2021 dann in die Vereinigten Staaten zum MLS-Franchise Los Angeles FC wechselte. Bei diesem spielte er ab Mitte Mai 2021 dann auch quasi immer durch und kam lediglich ein paar Mal nicht zum Einsatz. Am Ende verpasste er mit seinem Team nur knapp die Playoffs. In der Saison 2022 war er auch nochmal Teil des Kaders, kam hier aber lediglich beim 2:0-Sieg über Inter Miami am 12. März noch einmal zum Einsatz.
Direkt danach schloss er sich eine Woche später in seinem Heimatland Jeonbuk Hyundai an, wo er nun wieder in der K League 1 spielt und zudem mit seiner Mannschaft bereits Pokalsieger wurde.

### Nationalmannschaft
Seinen ersten bekannten Einsatz für die südkoreanische Nationalmannschaft hatte er am 7. September 2018 bei einem 2:0-Freundschaftsspielsieg über Costa Rica, hier wurde er in der 84. Minute für Lee Yong eingewechselt. Danach kam er in den nächsten Monaten noch in weiteren Freundschaftsspielen zum Einsatz. Bei der Asienmeisterschaft 2019 war er schließlich auch Teil des Kaders, wo er in der Gruppenphase beim 2:0-Sieg über die Volksrepublik China einmal zum Einsatz kam. Zwar war er auch Teil des Kaders der Mannschaft bei der Ostasienmeisterschaft 2019, kam hier aber nicht zum Einsatz.
Später im Jahr wurde er schließlich auch in der Qualifikation für die Weltmeisterschaft 2022 eingesetzt. Im Jahr 2020 folgten für ihn keine weiteren Einsätze und auch 2021 wurde er nur in drei Qualifikationsspielen eingesetzt.
Im Jahr 2022 gehörte er nach ein paar Vorbereitungsspielen dann auch zum Kader des Teams bei der Ostasienmeisterschaft 2022, wo er in allen Spielen eingesetzt wurde. Im November wurde er für den finalen Turnier-Kader seiner Mannschaft bei der Endrunde der Weltmeisterschaft 2022 nominiert. Hier stand er beim ersten Spiel gegen Uruguay, welches mit 0:0 endete, dann auch in der Startelf.